# Tjeckiens bidrag i Eurovision Song Contest

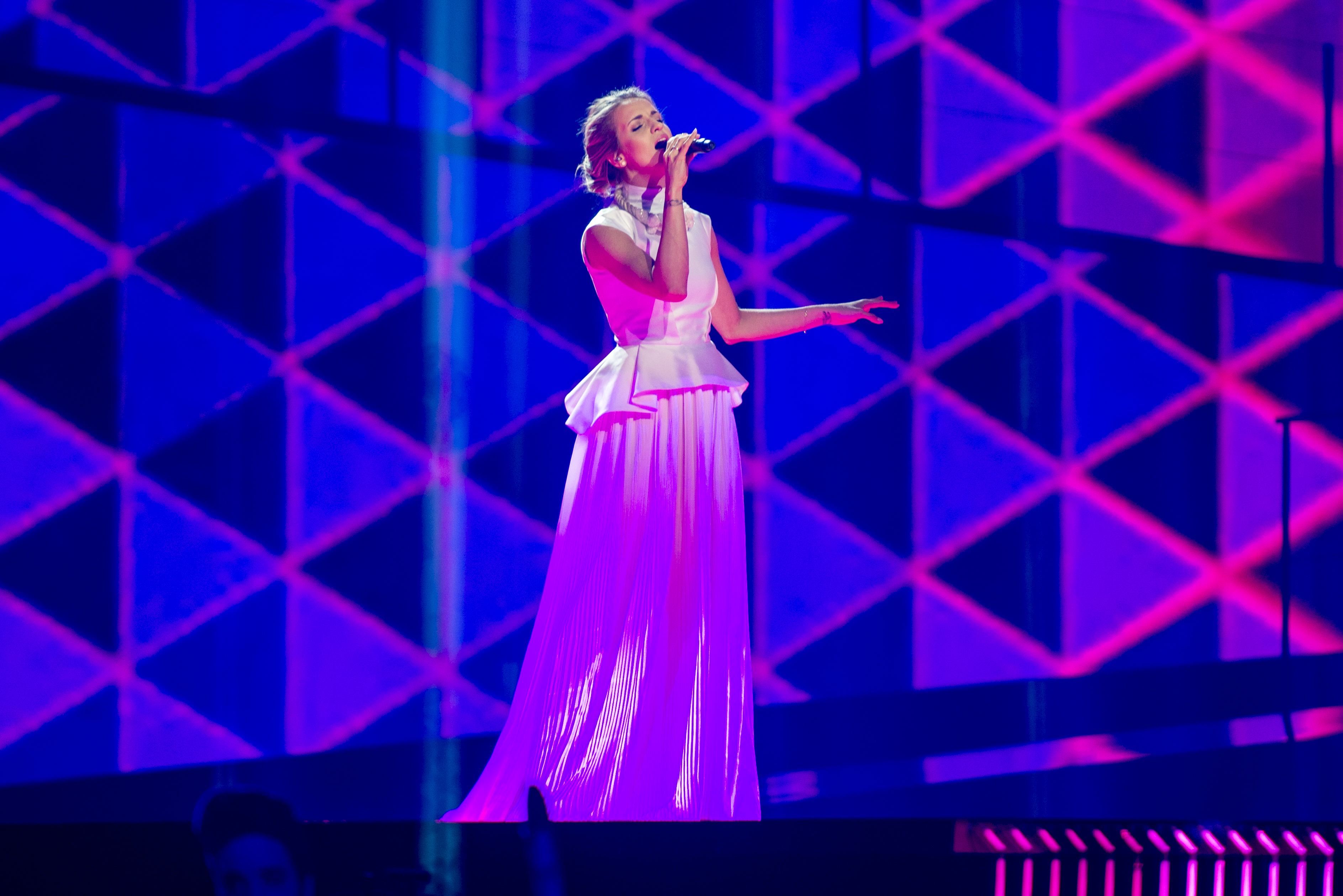
Gabriela Gunčíková i Stockholm 2016.

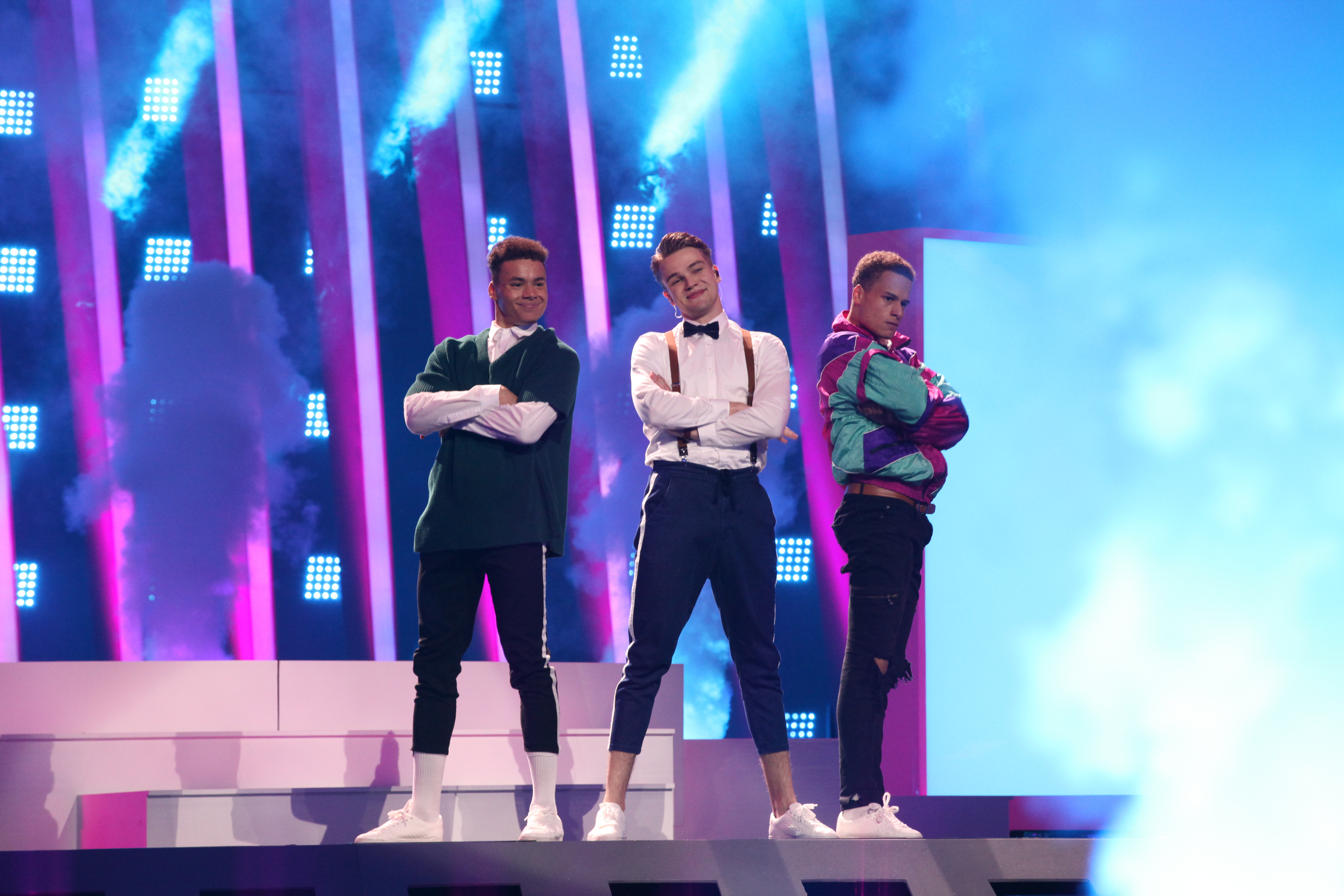
Mikolas Josef i Lissabon 2018.

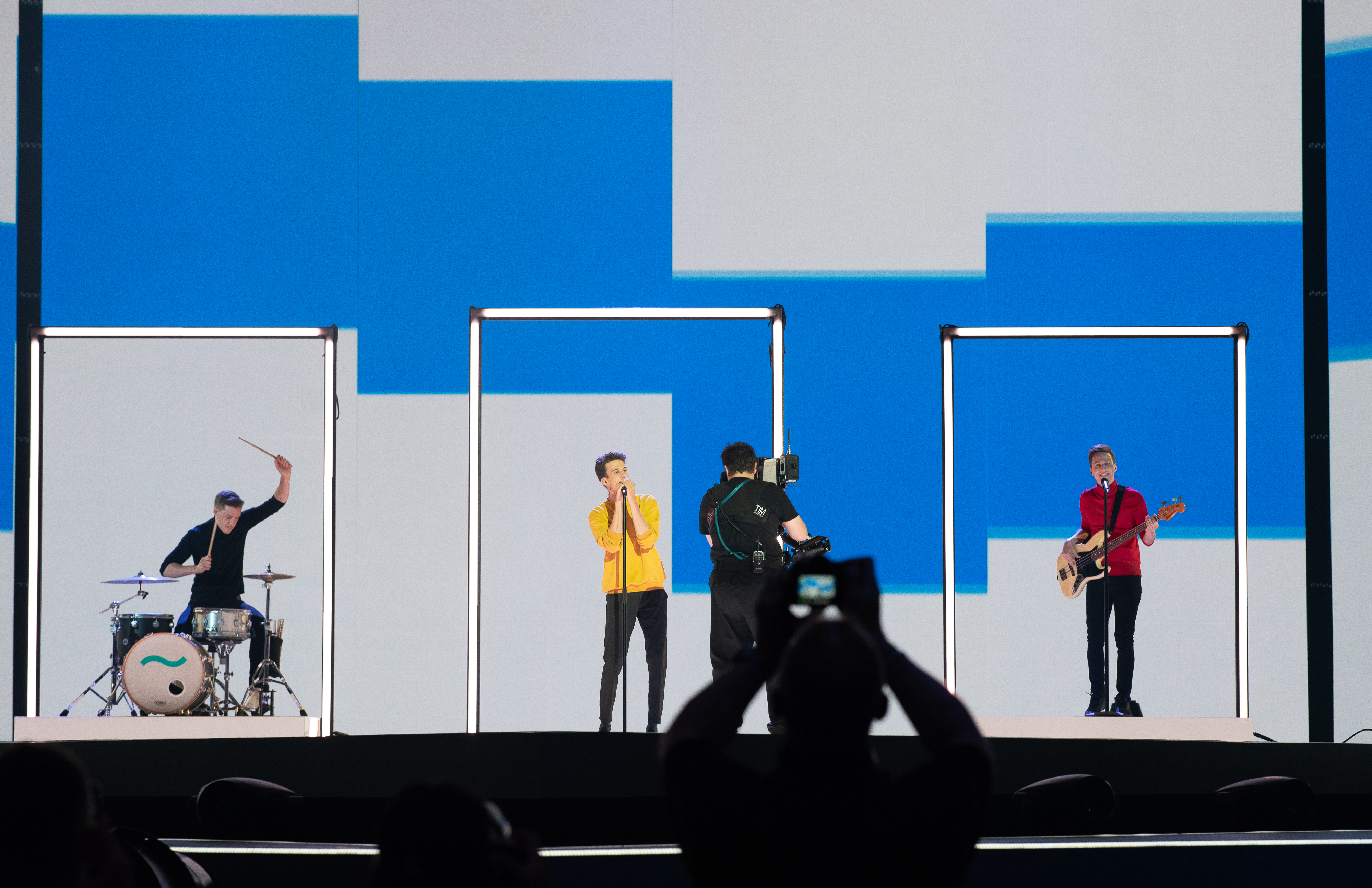
Lake Malawi i Tel Aviv 2019.

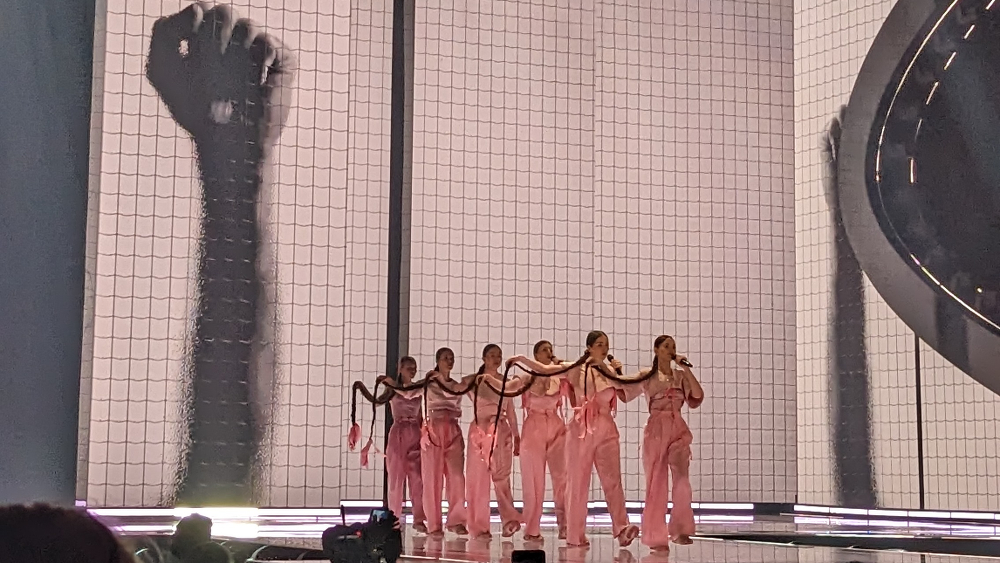
Vesna i Liverpool 2023.

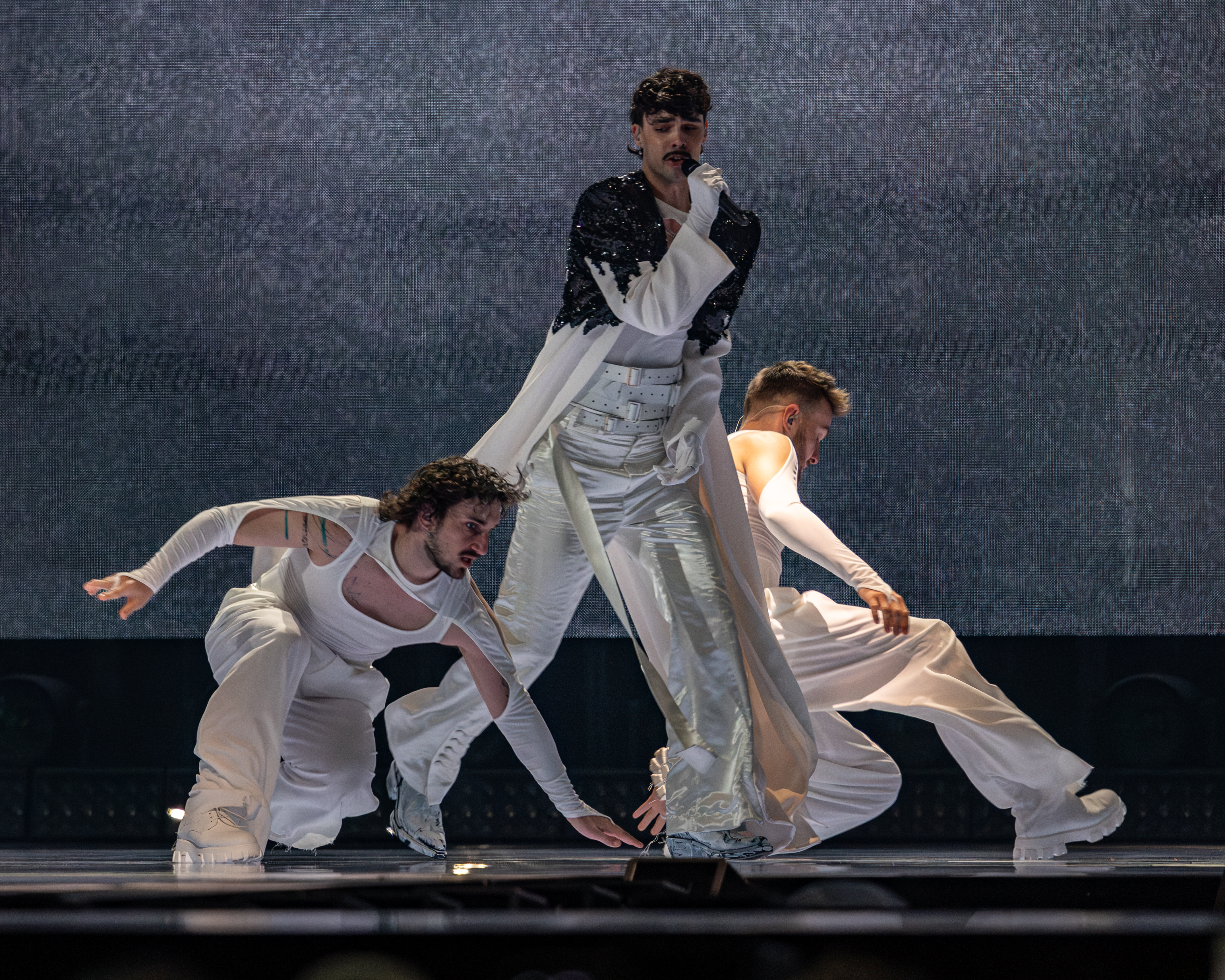
Adonxs i Basel 2025.

Tjeckien debuterade i Eurovision Song Contest 2007 och har till och med 2025 deltagit 13 gånger. Det tjeckiska tv-bolaget Česká Televize (ČT) har ansvarat för Tjeckiens medverkan varje år sedan 2007. Tjeckien har genom åren använt sig av olika metoder för att utse representanten och låten. Det har man antingen gjort genom en nationell uttagning eller via internval.
Tjeckien har hittills aldrig stått som slutgiltig vinnare i en ESC-final och ej heller kommit bland de tre första placeringarna i en final. Som bäst har man kommit sexa i finalen 2018. Bidraget slutade också trea i semifinalen. 2019 kom Tjeckien tvåa i semifinalen.

## Tjeckien i Eurovision Song Contest

### Historia
Tjeckien gjorde sin debut i tävlingen 2007 i Helsingfors. Landets första representant var rockgruppen Kabát som framförde låten "Malá Dáma". Tjeckiens debut var ett misslyckande, då Tjeckien slutade sist i semifinalen. Tjeckien fick bara en poäng, från Estland. Året efter i Belgrad hamnade man näst sist i sin semifinal före Ungern. 2009 i Moskva innebar ett ytterligare misslyckande då musikgruppen Gipsy.cz slutade sist i sin semifinal utan att ha fått någon poäng. Tjeckien hade därmed på sina tre första försök som bäst hamnat näst sist i semifinalen och därefter hade man två sistaplatser i semin. Efter tre dåliga år beslutade Tjeckien att dra sig ur tävlan och uteblev från tävlingen åren 2010–2014.
Tjeckien återvände till tävlingen 2015. Trots att landet till en början tvekade att återvända valde man till slut att skicka en representant till Wien. Man misslyckades det året med att nå finalen, men man var kvar i tävlingen, och har sedan 2015 deltagit samtliga år. I Stockholm 2016 lyckades Gabriela Gunčíková kvalificera landet till Tjeckiens första finalplats någonsin. Men i finalen slutade Tjeckien näst sist. Efter att ha misslyckats med att nå finalen 2017 kvalificerade sig landet till finalen i Lissabon 2018. Mikolas Josef med låten "Lie to Me" kom trea i semifinalen och sexa i finalen, i Tjeckiens bästa placering hittills i tävlingen. Landet kom inom topp tio för första gången i landets historia i tävlingen. Succén 2018 följdes av kvalificering till finalen 2019 där man slutade på elfte plats. Tjeckien hade däremot slutat tvåa i semifinalen. 2020 skulle Tjeckien representeras av Benny Cristo, men efter att tävlingen 2020 ställdes in till följd av covid-19-pandemin kom Cristo att representera Tjeckien i tävlingen 2021. Landet nådde inte finalen det året, men lyckades kvalificera sig igen 2022 med We Are Domi. 2023 representerades Tjeckien av gruppen Vesna som slutade på tionde plats i finalen, vilket var andra gången landet slutade inom topp tio. 2024 kom landet på elfte plats i semifinalen och nådde därför inte finalen.

### Nationell uttagningsform
Debutåret 2007 anordnade man en nationell final där tittarna fick utse vem som skulle representera landet i Helsingfors. Året efter användes samma upplägg. Till 2009 hade man utsett representanten internt medan låten skulle tittarna få välja i en final. När Tjeckien återvände till tävlingen 2015 använde man sig fram till och med 2017 endast av internval via det nationella TV bolaget. Mellan 2018 och 2020 anordnade man en nationell final med namnet "Eurovision Song CZ" där sex bidrag väljs ut via en kombination av jury och tittarröster. Mellan 2022 och 2024 arrangerades tävlingen ESCZ för att välja ut det Tjeckiska bidraget. För tävlingen 2025 valde Tjeckien att välja ut bidraget internt.

## Resultattabell
| 1 | Vinnare                            |
| 2 | Andra plats                        |
| 3 | Tredje plats                       |
| ◁ | Sista plats                        |
| X | Ett bidrag valdes men tävlade inte |

| År                               | Artist                            | Bidrag               | Språk                                      | Final              | Poäng              | Semi               | Poäng              |
| -------------------------------- | --------------------------------- | -------------------- | ------------------------------------------ | ------------------ | ------------------ | ------------------ | ------------------ |
| 2007                             | Kabát                             | "Malá Dáma"          | Tjeckiska                                  | Kvalificerade inte | Kvalificerade inte | 28                 | 1                  |
| 2008                             | Tereza Kerndlová                  | "Have Some Fun"      | Engelska                                   | Kvalificerade inte | Kvalificerade inte | 18                 | 9                  |
| 2009                             | Gipsy.cz                          | "Aven Romale"        | Engelska, romani                           | Kvalificerade inte | Kvalificerade inte | 18                 | 0                  |
| Deltog inte mellan 2010 och 2014 |                                   |                      |                                            |                    |                    |                    |                    |
| 2015                             | Marta Jandová & Václav Noid Bárta | "Hope Never Dies"    | Engelska                                   | Kvalificerade inte | Kvalificerade inte | 13                 | 33                 |
| 2016                             | Gabriela Gunčíková                | "I Stand"            | Engelska                                   | 25                 | 41                 | 9                  | 161                |
| 2017                             | Martina Bárta                     | "My Turn"            | Engelska                                   | Kvalificerade inte | Kvalificerade inte | 13                 | 83                 |
| 2018                             | Mikolas Josef                     | "Lie to Me"          | Engelska                                   | 6                  | 281                | 3                  | 232                |
| 2019                             | Lake Malawi                       | "Friend of a Friend" | Engelska                                   | 11                 | 157                | 2                  | 242                |
| 2020                             | Benny Cristo                      | "Kemama"             | Engelska                                   | Tävlingen inställd | Tävlingen inställd | Tävlingen inställd | Tävlingen inställd |
| 2021                             | Benny Cristo                      | "Omaga"              | Engelska                                   | Kvalificerade inte | Kvalificerade inte | 15                 | 23                 |
| 2022                             | We Are Domi                       | "Lights Off”         | Engelska                                   | 22                 | 38                 | 4                  | 227                |
| 2023                             | Vesna                             | "My Sister's Crown”  | Engelska, tjeckiska, ukrainska, bulgariska | 10                 | 129                | 4                  | 110                |
| 2024                             | Aiko                              | "Pedestal”           | Engelska                                   | Kvalificerade inte | Kvalificerade inte | 11                 | 38                 |
| 2025                             | Adonxs                            | "Kiss Kiss Goodbye"  | Engelska                                   | Kvalificerade inte | Kvalificerade inte | 12                 | 29                 |

## Röstningshistorik (2007–2021)
Källa: Eurovision Song Contest Database

### Tjeckien hargivitmest poäng till...
| Endast finaler | Endast finaler | Endast finaler |
| Nr             | Land           | Poäng          |
| -------------- | -------------- | -------------- |
| 1              | Ukraina        | 66             |
| 2              | Azerbajdzjan   | 60             |
| 3              | Ryssland       | 58             |
| 4              | Sverige        | 51             |
| 5              | Armenien       | 46             |

| Finaler och semifinaler | Finaler och semifinaler | Finaler och semifinaler |
| Nr                      | Land                    | Poäng                   |
| ----------------------- | ----------------------- | ----------------------- |
| 1                       | Azerbajdzjan            | 109                     |
| 2                       | Armenien                | 85                      |
| 3                       | Sverige                 | 81                      |
| 4                       | Portugal                | 80                      |
| 5                       | Ukraina                 | 78                      |

### Tjeckien harmottagitflest poäng från...
| Endast finaler | Endast finaler | Endast finaler |
| Nr             | Land           | Poäng          |
| -------------- | -------------- | -------------- |
| 1              | Kroatien       | 26             |
| 2              | Island         | 24             |
| 3              | Slovenien      | 23             |
| 4              | Ungern         | 22             |
| 4              | Österrike      | 22             |

| Finaler och semifinaler | Finaler och semifinaler | Finaler och semifinaler |
| Nr                      | Land                    | Poäng                   |
| ----------------------- | ----------------------- | ----------------------- |
| 1                       | Island                  | 76                      |
| 2                       | Spanien                 | 67                      |
| 3                       | Kroatien                | 64                      |
| 4                       | Slovenien               | 53                      |
| 5                       | Belgien                 | 52                      |